# Cinematique Series: Illuminate
Cinematique Series: Illuminate è il sesto album in studio del cantautore statunitense Serj Tankian, pubblicato il 6 agosto 2021 dalla Serjical Strike Records.

## Descrizione
Uscito in contemporanea a Cinematique Series: Violent Violins, il disco è interamente strumentale e presenta brani caratterizzati da arrangiamenti ispirati alla musica classica.
Al fine di promuovere la pubblicazione, Tankian ha reso disponibile per l'ascolto attraverso il suo canale YouTube i dodici brani a cadenza periodica tra luglio e agosto 2021 insieme a quelli tratti dal secondo volume.

## Tracce
1. Entitled – 3:44
2. Film Piano – 2:26
3. Blues – 2:41
4. E-Motive – 4:50
5. Free Thoughts – 4:51
6. New Like Glass – 3:14
7. Free the Piano – 3:55
8. Bellissimo Piannissimo – 2:54
9. Sad Romance – 4:25
10. Flying Phone Medley – 6:38
11. Snow on Ararat – 4:01
12. Opera Sundays – 4:04